# Allasuolu (ö i Finland, Tana älv)
Allasuolu är en ö som tillhör Finland och ligger i Tana älv, en gränsflod mellan Norge och Finland.
Ön ligger i kommunen Utsjoki och i den ekonomiska regionen Norra Lappland och landskapet Lappland, i den norra delen av landet, 1 100 km norr om huvudstaden Helsingfors, väst sydväst om finska centralorten Utsjoki kyrkoby och nordöst om den norska centralorten Karasjok.
Inlandsklimat råder i trakten. Årsmedeltemperaturen i trakten är −4 °C. Den varmaste månaden är juli, då medeltemperaturen är 14 °C, och den kallaste är februari, med −16 °C.